# Щуровский, Пётр Андреевич
Пётр Андреевич Щуровский (12 (24) февраля 1850, Золотоношский уезд, Полтавская губерния — 14 (27) сентября 1908,) — российский композитор, капельмейстер и пианист.

## Биография
Рано проявившиеся способности к музыке привели юношу в Московскую консерваторию, директором которой в то время был Н. Г. Рубинштейн. В теоретическом классе преподавал П. И. Чайковский.
Успешно закончив консерваторию, на несколько лет стал капельмейстером в Московской опере (ныне Большой театр). Он работает со многими талантливыми актерами и музыкантами. Затем дирижировал в провинции, а также за границей. В 1888 написал музыку для гимна королевской семьи Сиама, который был официальным гимном страны до 1932 года .
Написал оперу «Богдан Хмельницкий», несколько пьес для фортепиано, руководство для дирижеров. Среди его творений романсы: «Моя баловница», «Ночная дума», «Песнь Гассана». Романс «Тебе мой друг» был посвящён знаменитому баритону XIX века Павлу Акинфиевичу Хохлову, с которым его связывала давняя дружба ещё со времени работы в консерватории Москвы.
Известностью пользовался его «Сборник национальных гимнов всех государств света» (СПб., 1890); в этот труд вошли гимны (с текстом) 85 государств планеты.
Вплоть до самой кончины возглавлял музыкальный кружок в городе Курске, работа которого неоднократно освещалась в местной прессе («Курские губернские ведомости» № 187 за 1895 год, № 220 за 1896 год, № 90 за 1890 год).

## Семья
Жена: Вера Ивановна Щуровская — певица, нередко выступала вместе с мужем.